# Cephalaria pastricensis
Cephalaria pastricensis är en tvåhjärtbladig växtart som beskrevs av Dorfler och Hayek. Cephalaria pastricensis ingår i släktet jätteväddar, och familjen Dipsacaceae. Inga underarter finns listade i Catalogue of Life.